# Altella lucida
Altella lucida là một loài nhện trong họ Dictynidae.
Loài này thuộc chi Altella. Altella lucida được Eugène Simon miêu tả năm 1874.